# Calvin Booth
Calvin Lawrence Booth (Reynoldsburg, 7 maggio 1976) è un ex cestista e dirigente sportivo statunitense, professionista nella NBA.

## Carriera
È stato selezionato dai Washington Wizards al secondo giro del Draft NBA 1999 (35ª scelta assoluta).

## Palmarès

### General Manager
- Campionato NBA: 1

Denver Nuggets: 2023